# Olympische Sommerspiele 1964/Teilnehmer (Tunesien)
| Gelbes Symbol für Goldmedaillen mit stilisierten Olympischen Ringen | Graues Symbol für Silbermedaillen mit stilisierten Olympischen Ringen | Braundes Symbol für Bronzemedaillen mit stilisierten Olympischen Ringen |
| ------------------------------------------------------------------- | --------------------------------------------------------------------- | ----------------------------------------------------------------------- |
| —                                                                   | 1                                                                     | 1                                                                       |

Tunesien nahm an den Olympischen Sommerspielen 1964 in Tokio mit einer Delegation von neun männlichen Athleten an neun Wettkämpfen in drei Sportarten teil.
Die tunesischen Sportler gewannen je eine Silber- und eine Bronzemedaille. Silber sicherte sich der Leichtathlet Mohamed Gammoudi über 10.000 Meter, Bronze gewann der Boxer Habib Galhia im Weltergewicht.

## Teilnehmer nach Sportarten

### Boxen
- Tahar Ben Hassan
Federgewicht: im Achtelfinale ausgeschieden

- Habib Galhia
Welterweight: Bronze

### Judo
- Ali Hachicha
Offene Klasse: in der 3. Runde ausgeschieden

### Leichtathletik
Männer
- Mohammed Gammoudi
5000 m: zum Finallauf nicht angetreten
10.000 m: Silber

- Mohamed Hannachi Mheddeb
10.000 m: Rennen nicht beendet
Marathon: Rennen nicht beendet

- Hedhili Ben Boubaker
Marathon: Rennen nicht beendet

- Naceur Ben Messaoud
20 km Gehen: Rennen nicht beendet
50 km Gehen: disqualifiziert

- Chedli El Marghni
20 km Gehen: 24. Platz
50 km Gehen: 30. Platz

- Ayachi Labidi Taouadi
3000 m Hindernis: im Vorlauf ausgeschieden